# Merishausen
Merishausen är en ort och kommun i kantonen Schaffhausen, Schweiz. Kommunen hade 899 invånare (2023).